# Abbazia di San Paolo fuori le mura

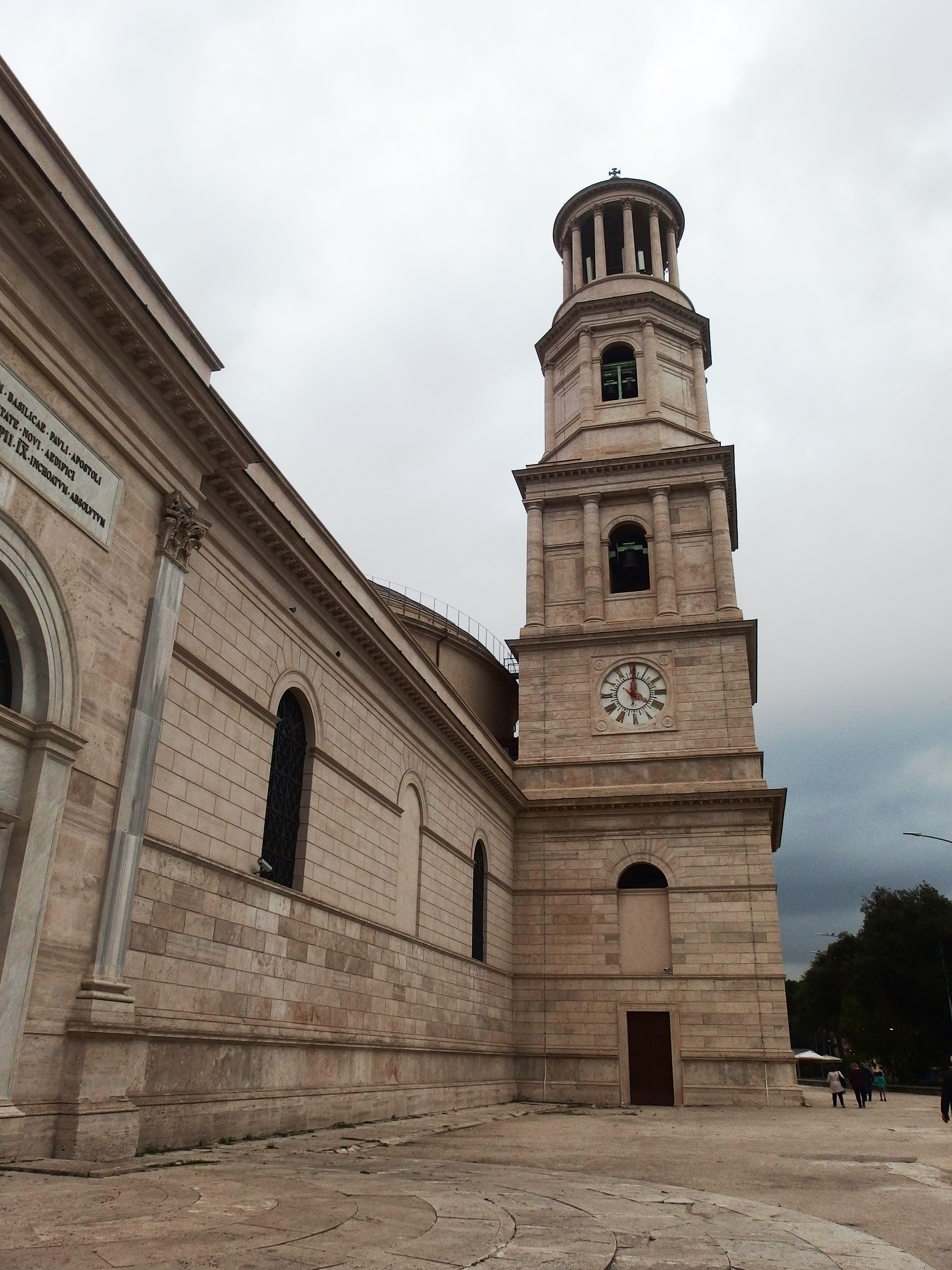
Sulla sinistra l'antica facciata a tufelli dell'abbazia sulla via Ostiense.

L'abbazia di San Paolo fuori le Mura è un'abbazia benedettina che sorge a Roma, sulla via Ostiense a circa due chilometri dalle mura aureliane, annessa alla basilica di San Paolo fuori le Mura. Fin dall'VIII secolo è il luogo in cui vivono i monaci benedettini, ai quali era affidato il compito di custodire le lampade votive ed officiare la liturgia sul luogo di sepoltura dell'apostolo Paolo.
A capo della comunità cenobitica vi è l'abate, eletto dalla comunità benedettina e nominato dal pontefice; egli è vicario per la pastorale presso l'annessa basilica papale, ordinario superiore del Capitolo abbaziale e superiore del Collegio apostolico dipendente dal Tribunale della Penitenzieria apostolica. Il Capitolo abbaziale sovrintende alle attività pastorali della basilica e alcuni monaci sacerdoti dipendono dal Tribunale della Penitenzieria apostolica, in qualità di penitenzieri apostolici minori, costituenti uno dei quattro Collegi apostolici. L'intero complesso monastico, come quello dell'adiacente basilica, è zona extraterritoriale appartenente alla Santa Sede.

## Origini e storia
L'area in cui sorgono l'abbazia e la basilica era occupata da un vasto cimitero in uso costante dal I secolo a.C. al III secolo d.C. poi riutilizzato, in maniera sporadica, anche nella Tarda Antichità. La storia dell'abbazia di San Paolo fuori le mura a Roma si intreccia fin dalle sue lontane origini alla storia dell'omonima basilica costruita sul luogo che è ritenuto ospitare la tomba dell'apostolo Paolo.

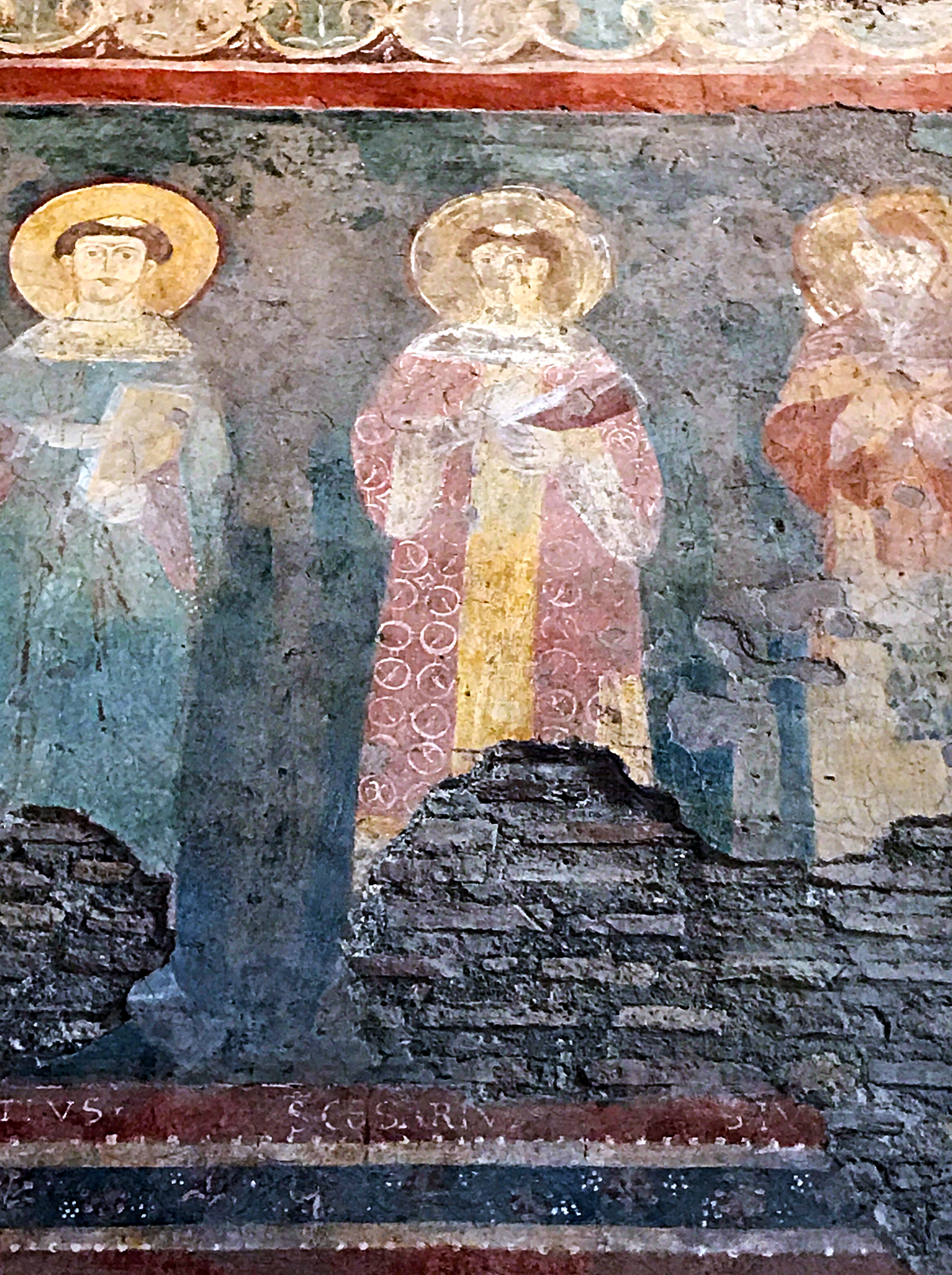
Antico affresco raffigurante san Cesario, diacono e martire (XII-XIII secolo), Sala del Martirologio, o Oratorio di San Giuliano, Basilica di San Paolo fuori le mura, Roma

Le più antiche testimonianze di presenze monastiche presso la basilica sono giunte ai nostri giorni dal documento marmoreo chiamato Praeceptum, di papa Gregorio I (590-604) che si conserva nel museo lapidario paolino all'interno dell'abbazia. In questo documento si fa menzione di un monastero femminile dedicato a santo Stefano. Nel Liber diurnus si ha invece la prima testimonianza del monastero maschile dedicato a san Cesario (detto di "San Cesareo ad quatuor angulos"); nel documento si parla di un monastero che sta andando in rovina.
Il pontefice Gregorio II (715-731) dispose che esso fosse restaurato e unito a quello di Santo Stefano, andando a costituire il nucleo del monastero abbaziale di San Paolo, che per lungo tempo continuò a chiamarsi "Monasterium Sancti Stephani et Caesarii ad Sanctum Paulum". Per tale ragione Gregorio II è considerato il vero fondatore del monastero paolino. Più tardi i monaci acquistarono maggiore importanza e maggiori beni tanto da diventare i rappresentanti della basilica di San Paolo di fronte al Pontefice. In quel periodo i monaci accolsero nel monastero un ospite illustre, papa Paolo I (756-767), che qui morì a causa dell'età avanzata e il dispiacere per le ostilità del diacono Teofilatto.
La prima invasione dei Saraceni, che risalirono il Tevere con le loro navi (846), lasciò a Roma saccheggi e distruzione. I monaci furono molto turbati per il saccheggio della basilica e i papi dell'epoca, spaventati dalle minacce di nuove incursioni e devastazioni, pensarono di costruire fortezze a difesa delle basiliche di San Pietro e San Paolo. Papa Leone IV (855-872) fece costruire attorno al Vaticano dei bastioni difensivi, che da lui presero il nome di "Città Leonina".
Più tardi papa Giovanni VIII (872-882) fece lo stesso costruendo attorno alla basilica e al monastero di San Paolo mura e torri: la cittadella fortificata che ne venne fuori prese da lui stesso il nome di Iohannipolis ("Giovannipoli"). Ad oggi non sono state rinvenute testimonianze archeologiche di questo vero e proprio borgo fortificato con abitazioni, mulino, chiesa e scalo sul Tevere.

### La Bibbia carolingia
Il re Carlo il Calvo nell'866 ordinò al monaco Ingolberto, che guidava un gruppo di amanuensi, miniaturisti e pittori, di realizzare una preziosa Bibbia carolingia che fosse degna della corte. Nell'intenzione del sovrano doveva risultare un'opera d'arte grandiosa, sia per la completezza dei testi, sia per la bellezza e vivacità delle decorazioni e illustrazioni. Si tratta di un grande e grosso volume manoscritto, pergamenaceo di 336 pagine uscito dalla scuola miniaturistica di Reims.
Probabilmente la Bibbia fu portata a Roma nell'anno 875 in occasione dell'incoronazione di Carlo il Calvo ad imperatore nella notte di Natale dell'875. Fu in quella occasione che la Bibbia fu donata a papa Giovanni VIII. Per tutto il Medioevo questa Bibbia fu spesso usata durante i giuramenti di fedeltà al pontefice e venne poi affidata ai monaci benedettini dell'abbazia di San Paolo fuori le mura, nella cui custodia rimane ancora oggi. Una copia esatta della Bibbia è esposta all'interno della pinacoteca nella zona museale della basilica, mentre l'originale si conserva in una cassaforte all'interno di una cella monastica.

### Origini dello stemma dell'abbazia
Nonostante il pericolo di incursioni saracene, Roma continuava a ricevere l'omaggio dei monarchi inglesi, i quali, solo un secolo prima, si erano convertiti alla fede cattolica per l'opera dei monaci benedettini. I sovrani giungevano a Roma a venerare le tombe degli apostoli Pietro e Paolo e offrivano doni, talvolta molto ricchi, alle basiliche che ne custodivano i luoghi di sepoltura. Probabilmente nel tardo Medioevo è proprio grazie a questa relazione religiosa che i sovrani inglesi esercitarono la funzione di protettori sulla basilica di San Paolo. Nell'attuale stemma dell'abbazia di San Paolo vi è difatti rappresentata intorno allo scudo della spada una cinghia di cuoio col motto in francese dell'Ordine della Giarrettiera che fu istituito nel castello di Windsor nel 1344 o nel 1344: Honi soit qui mal y pense (in italiano: "Sia maledetto chi pensa male"). La questione dell'autenticità dello stemma è comunque discussa a causa della nota esclusività dell'Ordine, conferito solo a personalità distintesi per altissimi meriti nel servire il Regno Unito.
Infine, peculiarità dello stemma dell'Abbazia di San Paolo fuori le Mura è la possibilità di sormontare il suddetto stemma con le Chiavi decussate di San Pietro, indicanti la dipendenza dell'Abbazia (di cui la Basilica è Chiesa abbaziale) direttamente dalla Santa Sede.

### Riforma monastica cluniacense e titolo di abate di San Paolo
L'abate della celeberrima abbazia di Cluny (Borgogna), sant'Oddone, nel 936 fu chiamato a Roma per dare avvio alla riforma cluniacense in un tempo in cui, non solo a San Paolo, ma anche negli altri monasteri dell'Urbe, la disciplina della vita monastica era andata a poco a poco decadendo. Fu in questo periodo che scompare il titolo di Abbas et rector Sancti Stephani et Sancti Caesarii ad Sanctum Paulum e definitivamente quella più semplice di Abbas et rector Sancti Pauli.
Anche se i monaci di San Paolo non entrarono mai nella vasta rete dell'ordo cluniacensis, il legame spirituale con Cluny rimase anche in seguito. Dopo la riforma, infatti, si succedettero nell'abbazia di San Paolo vari abati fino a che l'imperatore stesso Ottone III invitò sant'Odilone di Cluny, per organizzare con severità la disciplina monastica e le celebrazioni liturgiche, nel modo in cui avveniva in Borgogna nella sua abbazia. Fu in questo periodo che molti romani entrarono nell'abbazia ostiense per vestirvi l'abito monastico. Tra questi ricordiamo papa Giovanni XVIII (1003-1009), della cui professione monastica si ha soltanto una breve testimonianza: "Post annos V et dimidium in sancto Paulo monachus discessit".

### Gregorio VII
Nel XI secolo tra il papa e l'imperatore a causa delle investiture ecclesiastiche nacquero gravi difficoltà che turbarono le pacifiche relazioni tra le due massime autorità del mondo cristiano. La delicata situazione in cui venne a trovarsi il papato ebbe una grande ripercussione anche sull'osservanza regolare del cenobio paolino e sull'amministrazione del suo vasto patrimonio. Il monastero e la basilica si videro a poco a poco cadere in pieno abbandono e nella più squallida decadenza.
Papa Leone IX (1049-1054), entrato in Roma, venne a conoscere lo stato di rovina in cui si trovavano il cenobio e la basilica paolina. Volle subito provvedere affidandone la cura al monaco Ildebrando di Soana, che diverrà pontefice col nome di papa Gregorio VII, nominandolo provisor apostolicus dell'abbazia. Quest'ultimo dopo aver ridonato il suo decoro al sacro tempio, provvide il necessario per vivere alla sparuta comunità monastica, e la fece ben presto aumentare di numero e tornare alla regolare osservanza.
Eletto poi papa con il nome di Gregorio VII (1073-1085) continuò ad interessarsi della sua abbazia, tanto da conservare il titolo di abate di San Paolo nei documenti pontifici. Di lui rimangono ancora: la bolla di conferma del vasto patrimonio feudale emanata nel 1081 che istituiva la prelatura nullius sottraendo l'abate da qualsiasi altra autorità episcopale che non fosse il papa, a garanzia della libertà dell'abate di esercitare il suo ministero spirituale e temporale nell'ampio complesso feudale a nord di Roma (Capena, Leprignano, Nazzano, Civitella San Paolo ecc.); la Bibbia carolingia assai preziosa e ricca di miniature; la porta di bronzo lavorata con figure niellate con argento e smalto, eseguita a Bisanzio nel 1070 e che ora è sistemata dopo accurato restauro all'interno della porta santa della basilica.
Le prerogative conferite da Gregorio VII all'abbazia paolina, particolarmente ostacolate dal vescovo di Nepi, furono ulteriormente rafforzate da Innocenzo III che con la bolla del 13 giugno 1203, concedette agli abati di san Paolo di poter usare le insegne episcopali (mitra, anello, pastorale ecc.) e di poter amministrare il sacramento della cresima nei possedimenti dell'abbazia e di conferire gli ordini minori ai chierici a loro soggetti.
Nel medioevo all'abbazia, tra i numerosi feudi, fu assegnata la città di Ardea, all'epoca in stato di abbandono, con l'annesso lazzaretto; infatti la regola benedettina impone fra i compiti l'assistenza agli ammalati. Nel 1421 i monaci cedettero Ardea e i suoi territori ai Colonna.

### La rinascita artistica
Nei secoli XII e XIII il monastero ostiense raggiunge una notevole fioritura di grandezza spirituale ed economica. In questo periodo furono chiamati i più grandi artisti. Tra questi vanno nominati Pietro Vassalletto, autore del suggestivo chiostro romanico-cosmatesco e del tipico candelabro pasquale; i mosaicisti veneziani, fatti venire per eseguire la grandiosa e suggestiva opera musiva nel catino dell'abside; gli artisti toscani Pietro Cavallini, che decorò la facciata della basilica con mosaico e ornò di pregiati affreschi tutte le pareti, e Arnolfo di Cambio, artefice dell'artistico e magnifico baldacchino gotico innalzato sul glorioso sepolcro dell'Apostolo.

### Il periodo della "cattività avignonese"
Al tempo della cattività avignonese, l'abate di San Paolo fu considerato come il prelato più importante presente in Roma, al quale venivano spesso affidate dai papi di Avignone ragguardevoli missioni. In questo tempo fiorirono anche insigni figure di monaci, come il beato Giovanni Elemosinario, tutto carità verso i poveri e morto nel 1330 a Todi ove era stato inviato quale vicario dell'abate di San Paolo.

### La riforma di Ludovico Barbo e la nascita della Congregazione Cassinese
Seguì pure un periodo di decadenza nella vita monastica, in cui il papa Martino V (1417- 1431) affidò il governo dell'abbazia al cardinale Gabriele Condulmer, poi papa Eugenio IV, (1431-1447).
Egli fece venire il suo amico ed ex superiore di San Giorgio in Alga a Venezia, Ludovico Barbo, il quale, poco prima, aveva iniziato nel monastero di Santa Giustina di Padova una confederazione di monaci per riportare nei monasteri benedettini la vita claustrale regolare.
I monasteri benedettini riformati dal Barbo furono riuniti in congregazione detta "de Unitate" o di "Santa Giustina di Padova" e finalmente, nel 1504, quando anche Montecassino entrò a far parte di questa riforma, fu detta Congregazione Cassinese. Il rinnovamento monastico, introdotto dal Barbo, risollevò le sorti della vita disciplinare, spirituale e amministrativa dei monasteri.
Fu riaccesa tra i monaci la passione per lo studio delle scienze sacre e profane, e il cenobio paolino divenne anche focolaio di santità e di cultura. Infatti i superiori della Congregazione Cassinese scelsero il monastero di San Paolo come sede di un gymnasium filosofico e teologico approvato dal beato Innocenzo XI (1676-1689).
Questa scuola fu il germe dell'Ateneo internazionale benedettino, fondato sull'Aventino, da Leone XIII (1878-1903) e chiamato ora collegio Sant'Anselmo, sede dell'abate primate dei benedettini confederati. Dall'Accademia paolina uscì il monaco Barnaba Chiaramonti, lettore di filosofia per nove anni.
Il Chiaramonti, monaco professo del monastero di Santa Maria del Monte di Cesena, sotto il pontificato di Pio VI (1775-1799) divenne vescovo e poi cardinale, fu eletto papa nel conclave tenuto nel monastero di San Giorgio Maggiore di Venezia col nome di Pio VII (1800-1823).
Con la soppressione degli ordini religiosi del 1866 e poi, per Roma, del 1870, tutti i loro beni furono confiscati dal Governo italiano e quindi anche il monastero di San Paolo si trovò in condizioni precarie, tanto che i monaci potevano rimanere nella loro casa solo come custodi della basilica che era allora in ricostruzione. Sicché essi non abbandonarono mai l'ufficiatura intorno al sepolcro dell'Apostolo delle genti.
La ripresa in pieno della vita monastica ed economica dell'abbazia ostiense iniziò alla fine del XIX secolo e proseguì nel XX secolo. Lo sviluppo della rinascita religiosa fu così rapido e vigoroso che l'abbazia di San Paolo si sentì in forze spirituali sufficienti per aiutare validamente parecchi organismi monastici a riprendere la vita benedettina in Europa; in America si deve la rifioritura di vita claustrale ad alcune figure di monaci di quell'epoca: gli abati Leopoldo Zelli, Bonifacio Oslaender, il beato Alfredo Ildefonso Schuster (poi cardinale arcivescovo di Milano) e il beato Placido Riccardi.

### Dal XX secolo
Con i Patti Lateranensi del 1929 veniva istituita la zona extraterritoriale dell'abbazia di San Paolo con gli immobili ad essa pertinenti che vennero ricompresi da papa Pio XI nella "Pontificia amministrazione della patriarcale basilica di San Paolo", costituita con chirografo del 30 aprile 1933. Con il contemporaneo sviluppo del quartiere industriale soprattutto a nord dell'abbazia (Mercati Generali, Gazometro, Porto Fluviale, Centrale Montemartini, Vasca Navale ecc.) venne istituita la parrocchia di San Benedetto scorporata da quella della basilica paolina, fondata agli inizi del secolo XVIII mediante distacco dal territorio della basilica di Santa Maria in Cosmedin, su cui l'abate estendeva la sua giurisdizione territoriale, e che venne ulteriormente ridotta con la nascita delle nuove parrocchie limitrofe di Santa Maria Regina degli Apostoli alla Montagnola e di San Leonardo Murialdo, che vennero poste sotto la giurisdizione ordinaria del Vicariato di Roma, restringendo l'autorità episcopale abbaziale al solo territorio immediatamente adiacente all'abbazia.
Nella seconda sala dell'appartamento abbaziale una lapide latina composta dal cardinale Antonio Bacci ricorda che il 25 gennaio 1959 papa Giovanni XXIII diede ad un piccolo gruppo di anziani cardinali presenti a Roma in quel momento e alla chiesa intera, l'annuncio di voler convocare il Concilio Vaticano II con l'intenzione di convocare anche un sinodo diocesano per Roma e la volontà di un aggiornamento del codice di diritto canonico.
Il "Sacratissimo monastero di San Paolo, f.l.m.", in ottemperanza alle determinazioni derivanti dai lavori di Paolo VI svolti durante il Concilio Vaticano II, che prevedevano che i monaci si occupassero esclusivamente del ministero religioso, a partire dal 7 marzo 2005, ha assunto la denominazione di "abbazia di San Paolo fuori le mura", essendo stato soppresso il carattere ed il titolo di circoscrizione "territoriale". Con la cessazione dell'amministrazione parrocchiale demandata all'abbazia, gran parte dei registri parrocchiali (fino agli anni 1969-70) sono stati versati all'Archivio Storico del Vicariato (Tabularium Vicariatus Urbis).
Il 31 maggio 2005 papa Benedetto XVI con il suo primo motu proprio L'antica e Venerabile Basilica estinguendo la quasi millenaria prelatura nullius dell'abbazia, ha stabilito che anche per San Paolo, come per le altre tre basiliche papali di Roma, vi sia un arciprete nominato direttamente dal Pontefice che esercita la giurisdizione ordinaria ed immediata, assumendo le funzioni del passato amministratore pontificio per l'amministrazione degli affari inerenti alla basilica sovrintendendo all'intero complesso della zona extra-territoriale e coordinando le amministrazioni in esso comprese, e ha come suo vicario per la cura pastorale l'abate dell'abbazia benedettina di San Paolo fuori le mura, mentre i monaci sacerdoti costituiscono idealmente il capitolo della basilica.
Nel 2012, all'interno della zona extra territoriale dell'abbazia, sono stati inaugurati i nuovi padiglioni dell'ospedale pediatrico Bambino Gesù di pertinenza della Santa Sede.

## Colloquio ecumenico paolino
Dal 1968 ogni due anni i monaci benedettini di san Paolo organizzano il colloquio ecumenico paolino invitando esegeti e studiosi di diverse tradizioni cristiane che provengono da ogni parte del mondo per un colloquio di approfondimento di una settimana in cui si studiano e ci si confronta sugli scritti dell'apostolo Paolo. Questa attività culturale si inscrive nell'antica tradizione dell'abbazia che ha sempre lavorato in favore dell'ecumenismo, servizio riconosciuto da tutti i pontefici e che con uno speciale mandato papa Benedetto XVI ha ufficialmente richiesto ai monaci benedettini dell'abbazia di San Paolo fin dall'inizio del suo pontificato.
- 1968 (1ª edizione): La legge dello Spirito in Romani 7 e 8
- 1970 (2ª edizione): Battesimo e Giustizia in Romani 6 e 8
- 1972 (3ª edizione): La richiesta di Israele in Romani 9-11
- 1974 (4ª edizione): La dimensione della vita cristiana (Rm 12-13)
- 1976 (5ª edizione): Paolo a una Chiesa divisa (1 Cor 1-4)
- 1978 (6ª edizione): Pace e amore guida per la vita del cristiano (1 Cor 8-10; Rm 14-15)
- 1980 (7ª edizione): Carisma ed Agape (1 Cor 12-14)
- 1982 (8ª edizione): Risurrezione di Cristo e dei cristiani (1 Cor 15)
- 1984 (9ª edizione): Paolo ministro del Nuovo Testamento (2 Cor)
- 1986 (10ª edizione): La diaconia dello Spirito (2 Cor 4,7; 7,4)
- 1988 (11ª edizione): 2 Cor 10-13
- 1990 (12ª edizione): La verità del Vangelo (Gal 1, 1-4; 11)
- 1992 (13ª edizione): La fede agisce nell'amore (Gal 4, 12-6,16)
- 1994 (14ª edizione): Per me vivere è Cristo (Fil 1, 2-3; 21)
- 1996 (15ª edizione): La Prima Lettera ai Tessalonicesi
- 1998 (16ª edizione): Il Cristo tutto in tutti (Col 3, 11)
- 2000 (17ª edizione): Ecclesiologia nella lettera agli Efesini
- 2004 (18ª edizione): Lettera agli Efesini
- 2006 (19ª edizione): 1 Lettera a Timoteo
- 2008 (20ª edizione): L'unità della Chiesa in Paolo (tema speciale scelto per il bimillenario della nascita dell'apostolo Paolo e quarantesimo anno del Colloquio Paolino)
- 2010 (21ª edizione): Timoteo e Tito
- 2012 (22ª edizione): 2 Tessalonicesi e l'escatologia paolina
- 2014 (23ª edizione): Lettera a Filemone
- 2016 (24ª edizione): Lettera ai Romani 1-5
- 2018 (25ª edizione): Lettera ai Romani 5-8
- 2023 (26ª edizione): Lettera ai Romani 9-11

## Santi e beati dell'abbazia
- San Gregorio VII, abate (dal 1050 c. al 1073), papa
- Beato Giovanni Elemosinario, monaco, (morto nel 1330)
- Beato Placido Riccardi, monaco, beatificato da papa Pio XII il 5 dicembre 1954.
- Beato Alfredo Ildefonso Schuster, abate, cardinale, beatificato da papa Giovanni Paolo II il 12 maggio 1996.

## Cronotassi degli abati di San Paolo fuori le mura
- Airardo † (prima di aprile 1050 - dopo maggio 1059)[9]
- San Gregorio VII (al secolo Ildebrando di Soana †, prima del 22 aprile 1073 - 25 maggio 1085 deceduto)[10]
- Francesco Leopoldo Zelli Jacobuzi, da Viterbo † (21 agosto 1867 - 11 novembre 1895 deceduto)
- Bonifacio Oslaender, da Montjoie † (4 dicembre 1895 - 12 settembre 1904 deceduto)
- Giovanni del Papa, da Lecce nei Marsi † (23 settembre 1904 - 13 marzo 1918 deceduto)
- Beato Alfredo Ildefonso Schuster, da Roma † (6 aprile 1918 - 26 giugno 1929 nominato arcivescovo di Milano)
- Ildebrando Vannucci, da Firenze † (26 luglio 1929 - 22 agosto 1955 deceduto)
- Cesario D'Amato, da Ponticelli † (7 novembre 1955 - 14 febbraio 1964 dimesso)
- Giovanni Battista Franzoni, da Varna (Bulgaria) † (11 marzo 1964 - 1973 dimesso)
  - Sede vacante (1973-1980)[11]
- Giuseppe Nardin, da Trento † (17 gennaio 1980 - 1986 dimesso)[12]
- Luca Collino, da Pinerolo † (27 giugno 1988 - 28 novembre 1996 ritirato)
- Paolo Lunardon, da Cuasso al Monte † (25 luglio 1997 - 1º aprile 2005 ritirato)[13]
- Edmund Power, da Hemel Hempstead (Inghilterra) (9 aprile 2005 - 2015 ritirato)
- Roberto Dotta, da Imperia (24 luglio 2015 - 2020 dimesso)
  - Incarico vacante (2020-2022)[14][15]
- Donato Ogliari, da Erba, dall'8 giugno 2022